# Ronde van Drenthe 2021
La Ronde van Drenthe 2021, cinquantottesima edizione della corsa e valida come prova dell'UCI Europe Tour 2021 categoria 1.1, si svolse il 24 ottobre 2021 su un percorso di 188,5 km, con partenza da Assen e arrivo a Hoogeveen, nei Paesi Bassi. La vittoria andò al belga Rune Herregodts, il quale completò il percorso in 4h22'07", alla media di 43,15 km/h, precedendo l'italiano Andrea Pasqualon e l'olandese Dylan Groenewegen.
Sul traguardo di Hoogeveen 70 ciclisti, dei 108 partiti da Assen, portarono a termine la competizione.

## Squadre e corridori partecipanti
| N.    | Cod. | Squadra                      |
| ----- | ---- | ---------------------------- |
| 1-7   | IWG  | Intermarché-Wanty-Gobert     |
| 11-17 | JVD  | Jumbo-Visma Development Team |
| 21-27 | DSM  | Team DSM                     |
| 31-37 | BWB  | Bingoal Pauwels Sauces WB    |
| 41-47 | SVB  | Sport Vlaanderen-Baloise     |
| 51-57 | EKA  | Elkov-Kasper                 |
| 61-67 | LPC  | Leopard Pro Cycling          |
| 71-77 | SEG  | SEG Racing Academy           |
| 81-87 | LKH  | Team Lotto-Kern Haus         |

| N.      | Cod. | Squadra                    |
| ------- | ---- | -------------------------- |
| 91-97   | RIW  | Riwal Cycling Team         |
| 101-107 | MET  | Metec-Solarwatt p/b Mantel |
| 111-116 | BCY  | BEAT Cycling               |
| 121-127 | EVO  | EvoPro Racing              |
| 131-137 | SVL  | Team SKS Sauerland NRW     |
| 141-147 | ABC  | Abloc CT                   |
| 151-157 | VWE  | VolkerWessels Cycling Team |
| 161-167 | NLD  | Paesi Bassi                |

## Ordine d'arrivo (Top 10)
| Pos. | Corridore         | Squadra       | Tempo    |
| ---- | ----------------- | ------------- | -------- |
| 1    | Rune Herregodts   | Sport Vl.     | 4h22'07" |
| 2    | Andrea Pasqualon  | Intermarché   | a 13"    |
| 3    | D. Groenewegen    | Jumbo Dev.    | s.t.     |
| 4    | Coen Vermeltfoort | VolkerWessels | s.t.     |
| 5    | Arne Marit        | Sport Vl.     | s.t.     |
| 6    | Timo de Jong      | VolkerWessels | s.t.     |
| 7    | Thimo Willems     | Sport Vl.     | s.t.     |
| 8    | Nils Eekhoff      | DSM           | s.t.     |
| 9    | Jon Knolle        | SKS           | s.t.     |
| 10   | Victor Broex      | Metec         | s.t.     |